# 逸見佳代
逸見 佳代（へんみ かよ 1979年6月12日 - ）は、山梨県東八代郡石和町（現・笛吹市）出身の元スキーフリースタイルエアリアル女子選手。身長158cm。山梨学院大学卒。

## 略歴
- 5歳から始めた体操がエアリアルに合う体を作り上げている。
- 中学一年までは、甲府市立南中学に在籍

- 1993年 石和中学校2年時にスキーを始める。
- 1995年 山梨学院大学附属高等学校に進学。
- 1997年 ノースアメリカンカップ優勝。長野オリンピック代表に内定しながら右ひざ靭帯断裂で出場を辞退した。
- 2002年 ソルトレークシティオリンピックの代表団に加わるも、出場はなかった。詳細
- 2002年 日本テレビ「ズームイン!!絶叫マシン一番怖いの決定戦」に出演。絶叫マシーンは平気という。
- 2006年 トリノオリンピックに出場したが、21位に終わった。同年引退を発表し、逸見の引退により日本人女子エアリアル選手がいなくなった。